# Un traje blanco
Un traje blanco es una película de 1956 italiano-española dirigida por Rafael Gil y protagonizada por Miguelito Gil, Miguel Ángel Rodríguez y Julia Martínez.

## Sinopsis
El film cuenta las lacrimógenas peripecias de un niño pobre a la hora de conseguir un traje blanco para hacer su primera comunión.

## Reparto
- Miguel Gil es Marcos
- Julia Martínez es Rosa
- Julio Núñez es José
- José Isbert es Alcalde
- Luis Induni es Andrés
- Rafael Bardem es Damián
- Matilde Muñoz Sampedro es la Madre
- José Calvo es Ramón
- Margarita Robles Menéndez es Doña Antonia
- Daja-Tarto es Daja-Tarto
- Mario Morales es Periodista

## Premios
Decimosegunda edición de las Medallas del Círculo de Escritores Cinematográficos
| Categoría                          | Película         | Resultado |
| ---------------------------------- | ---------------- | --------- |
| Mejor fotografía en blanco y negro | Cecilio Paniagua | Ganador   |